# Edificio Metrópolis
Az Edificio Metrópolis egy irodaház Madridban, a Calle de Alcalá és a Gran Vía sarkán. Az épületet 1911-ben avatták fel. Az irodaházat Jules és Raymond Février tervezte a La Unión y el Fénix számára. Jelenlegi tulajdonosa a Metrópolis Seguros.

## Képgaléria

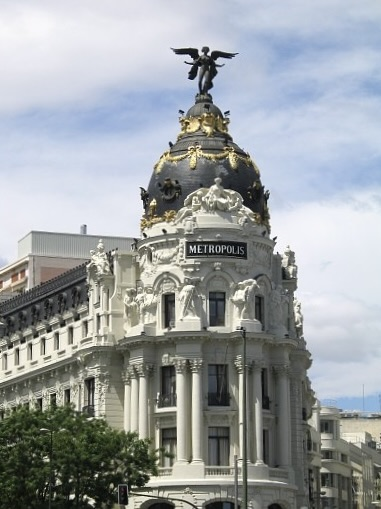
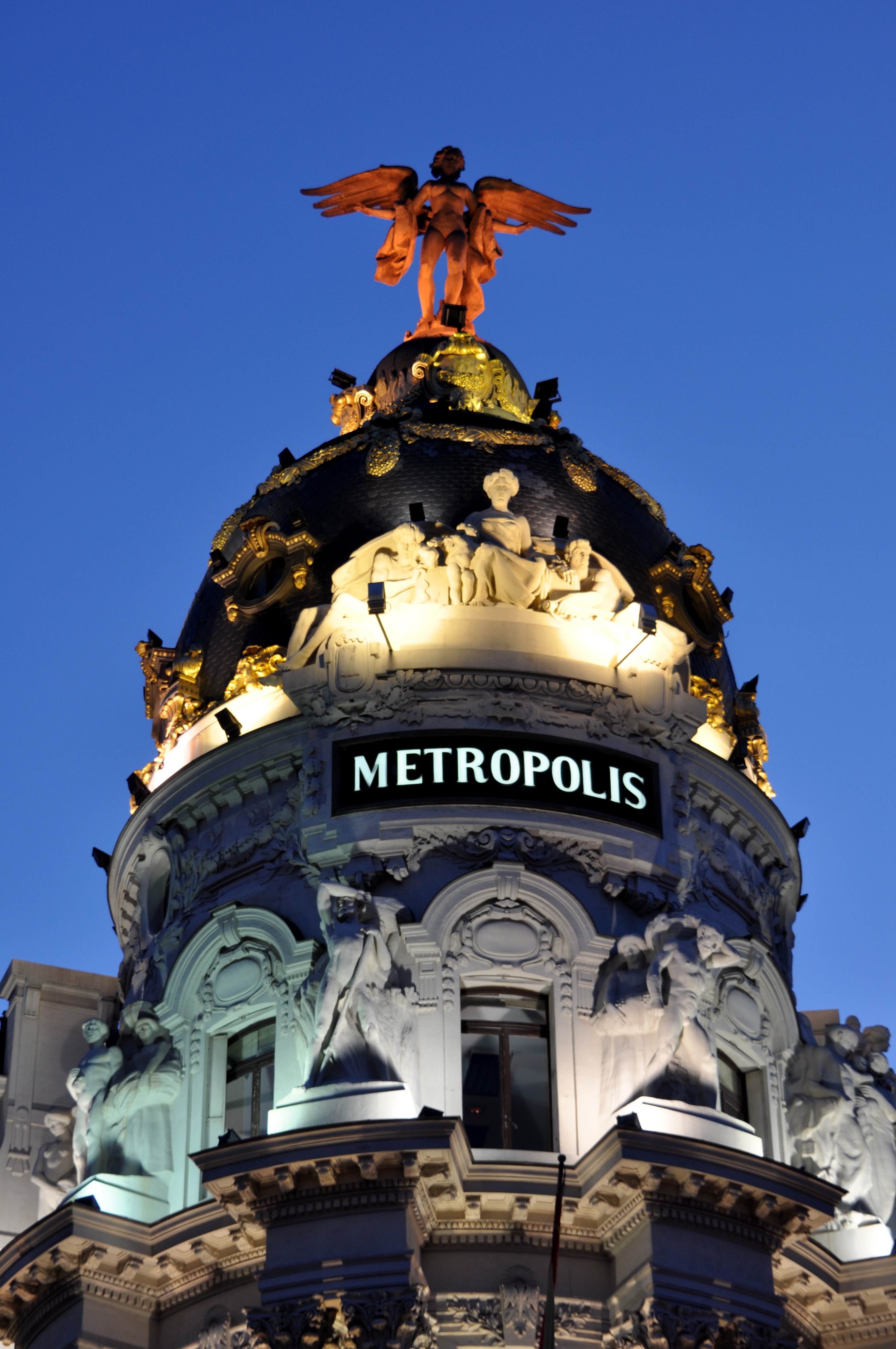
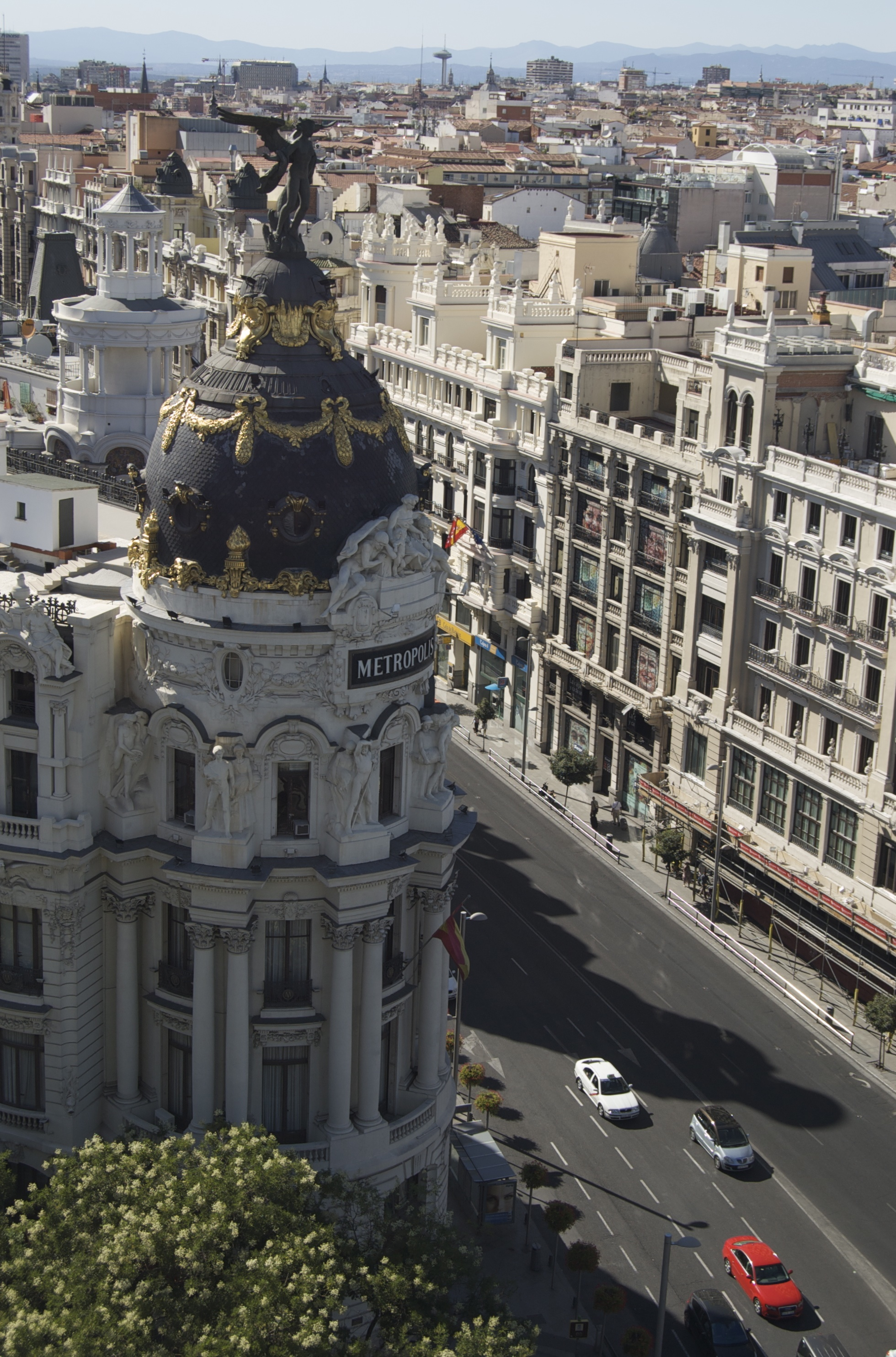
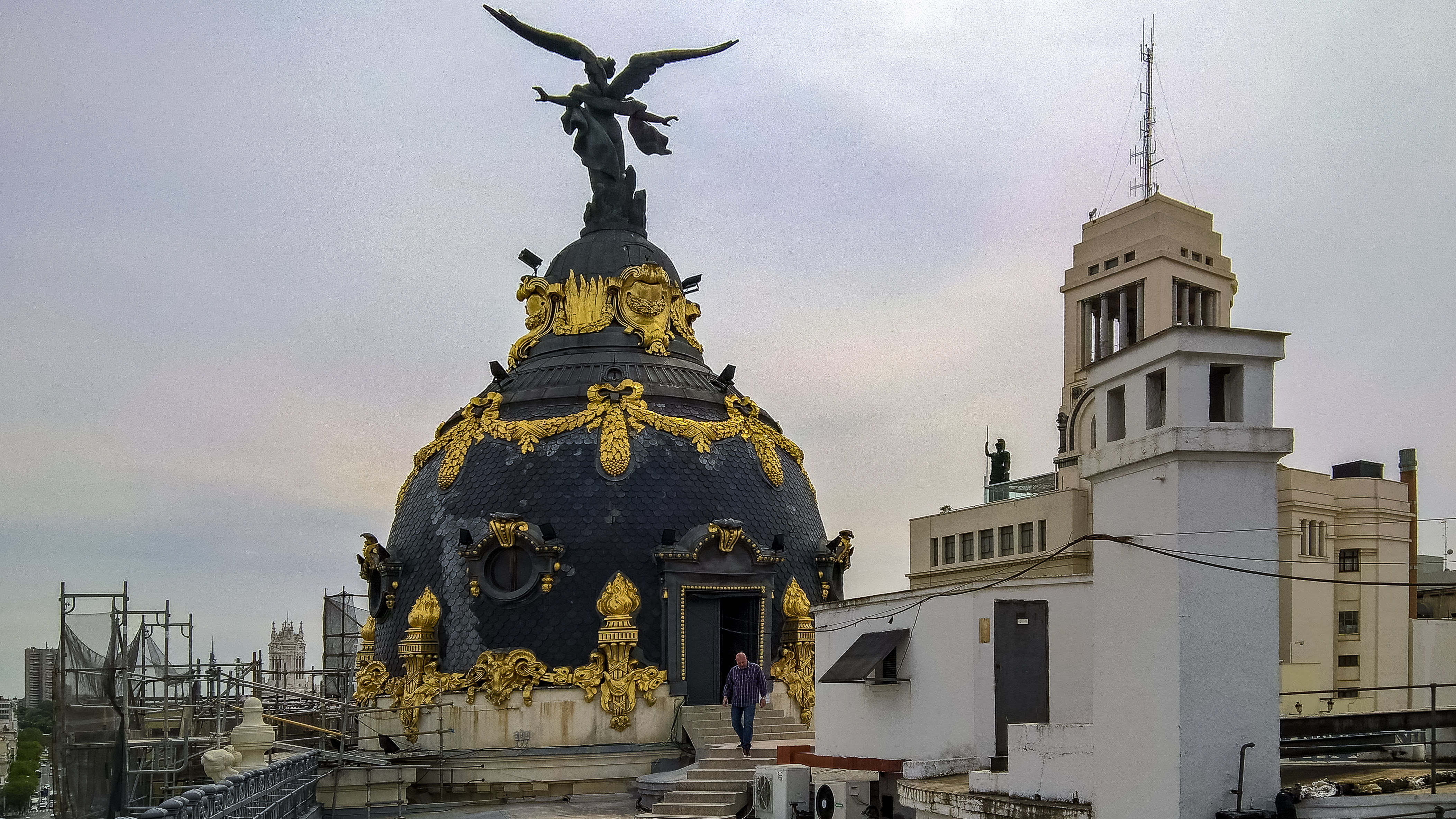
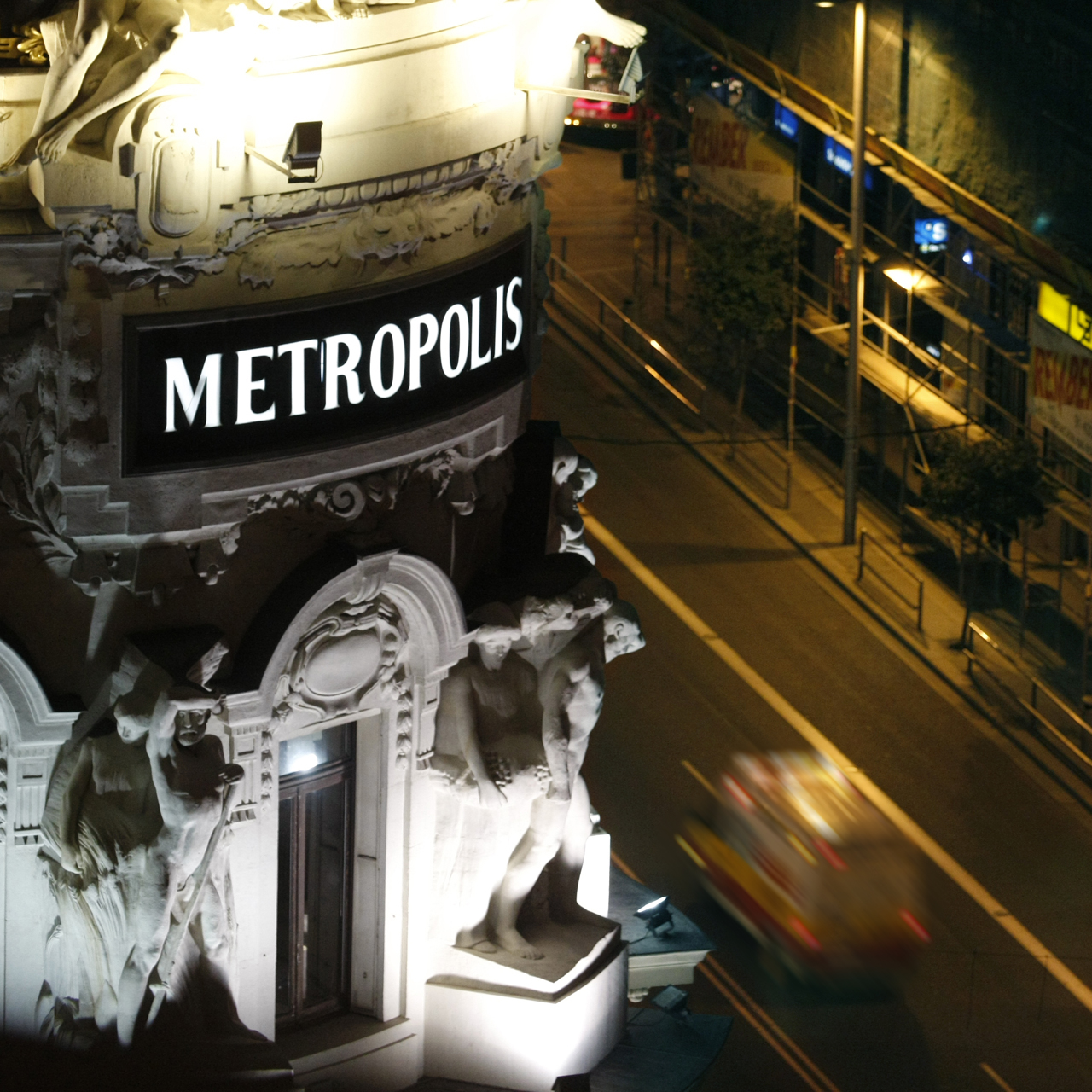
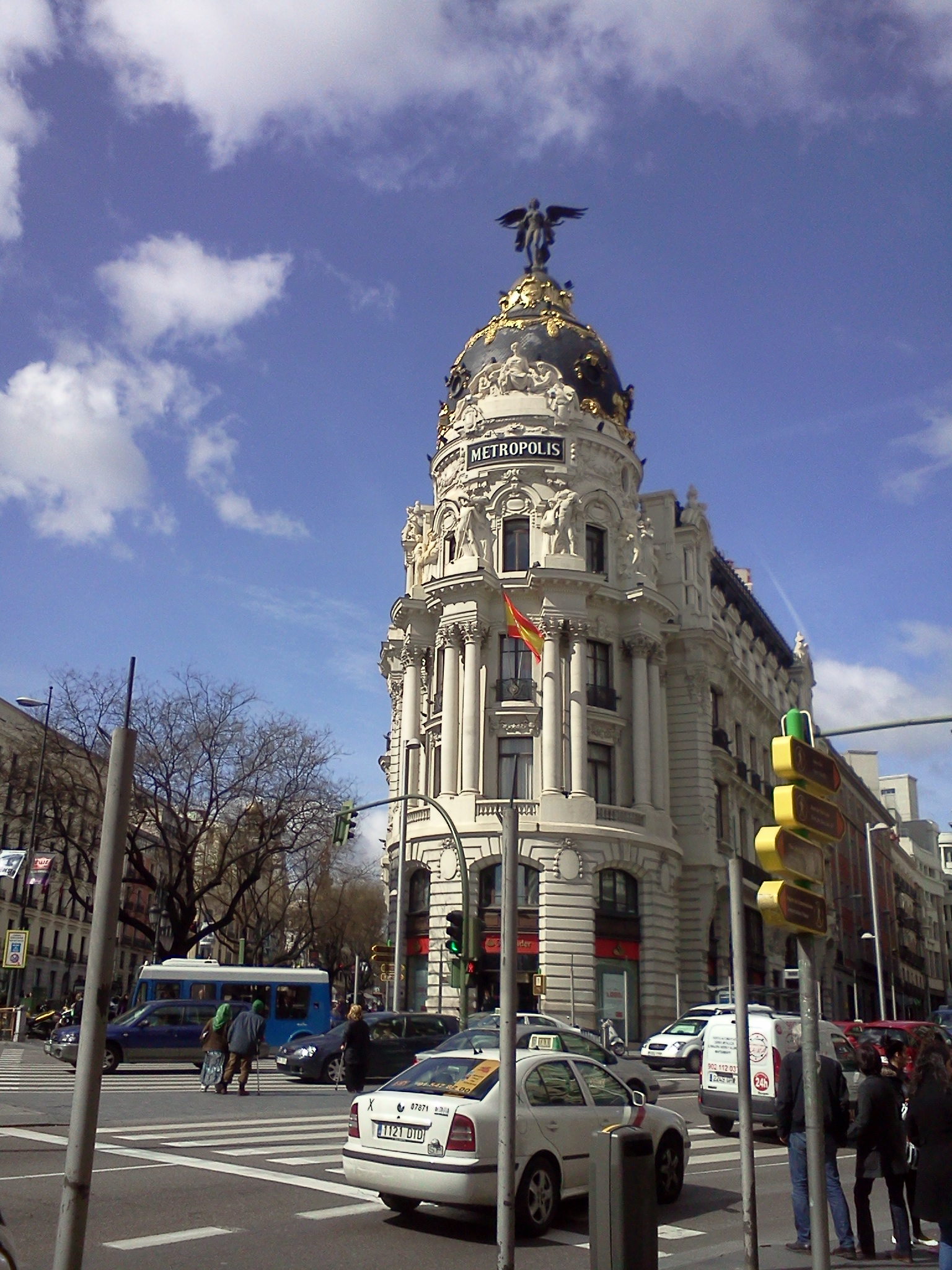